# Сазих-Дере
Сазих-Дере — річка в Україні, на Кримському півострові. Ліва притока Су-Індолу (басейн Чорного моря).

## Опис
Довжина річки 6,01 км, найкоротша відстань між витоком і гирлом — 5,57 км, коефіцієнт звивистості річки — 1,08.

## Розташування
Бере початок на південно-східних схилах гори Кок-Таш Головного пасма Кримських гір. Тече переважно на північний схід понад горою Шантай-Оба і між селами Синьокам'янка та Земляничне. На південно-західній околиці Оленівки річка Сазих-Дере впадає у річку Су-Індол, ліву притоку Мокрого Індолу.

## Цікавий факт
- Біля села Оленівки від гирла річки на відстані приблизно 100,77 м проходить автошлях Р23 (автомобільний шлях регіонального значення на території України Сімферополь — Федосія).